# Fausto Tozzi
Pour les articles homonymes, voir Tozzi.
Fausto Tozzi est un acteur, réalisateur et scénariste italien, né le 29 octobre 1921 à Rome où il est mort le 10 décembre 1978.

## Biographie
Il débute au cinéma en 1946, d'abord comme scénariste puis comme acteur. À la fin des années 1950, sa carrière devient internationale ; outre l'Italie, il tourne en France, aux États-Unis, en Allemagne et Espagne. Il réalise en 1970 son unique film, Trastevere, et parait pour la dernière fois sur les écrans dans L'Étalon noir, sorti en 1979, quelques semaines après sa mort.
Il a été marié en premières noces avec la scénariste Marie-Claire Solleville. Depuis 1964 jusqu'à sa mort, il est en couple avec la villarese Evelina Arduino (1941–2017) , avec qui il a deux enfants : Federico en 1965 et Giuditta en 1967.

## Filmographie

### Cinéma
Acteur
- 1951 : Il caimano del Piave de Giorgio Bianchi
- 1951 : Traqué dans la ville (La città si difende) de Pietro Germi : Luigi Girosi
- 1952 : Fratelli d'Italia de Fausto Saraceni
- 1952 : La Tanière des brigands (Il Brigante di Tacca del Lupo) de Pietro Germi : Lt. Magistrelli
- 1953 : Marco la Bagarre (Musoduro) de Giuseppe Bennati : Marco/Musoduro
- 1954 : I cinque dell'adamello de Pino Mercanti : Leonida
- 1954 : Siempre Carmen de Giuseppe Maria Scotese : José Salviati
- 1954 : L'Affranchi (Nel gorgo del peccato) de Vittorio Cottafavi : Alberto
- 1954 : L'Amour d'une mère (La corda d'acciaio) de Carlo Borghesio : Filippo
- 1954 : La Maison du souvenir (Casa Ricordi) de Carmine Gallone : Arrigo Boito
- 1955 : Canzoni di tutta Italia de Domenico Paolella
- 1955 : Terroristi a Madrid de Margarita Alexandre et Rafael Maria Torrecilla : Rafael
- 1955 : Les Révoltés (Il mantello rosso) de Giuseppe Maria Scotese : Luca de Bardi
- 1955 : Divisione Folgore de Duilio Coletti : Sergent Turchi
- 1955 : Les Anges aux mains noires (La ladra) de Mario Bonnard : Nino
- 1955 : Un po' di cielo de Giorgio Moser
- 1956 : Le Château des amants maudits (Beatrice Cenci) de Riccardo Freda : Olimpio Calvetti
- 1956 : À toi... toujours (Casta diva) de Carmine Gallone : Gaetano Donizetti
- 1957 : La grande caccia d'Arnold Belgard et Edoardo Capolino : Dr. Enrico Trino
- 1958 : El Alamein de Guido Malatesta : Capitaine Valerio Bruschi
- 1958 : Le ciel brûle (Il cielo brucia) de Giuseppe Masini : Marchi
- 1958 : Quando gli angeli piangono de Marino Girolami
- 1959 : Quai des illusions d'Émile Couzinet : Fausto
- 1959 : Un homme facile (Un uomo facile) de Paolo Heusch
- 1959 : La Traversée fantastique (Dagli Appennini alle Ande) de Folco Quilici : le père de Marco
- 1959 : Le Secret du chevalier d'Éon de Jacqueline Audry
- 1959 : Dans les griffes des Borgia (La notte del grande assalto) de Giuseppe Maria Scotese : Zanco
- 1960 : Les Amants de la Terre de feu (Questo amore ai confini del mondo) de Giuseppe Maria Scotese : Don Claudio
- 1961 : Constantin le Grand (Costantino il grande) de Lionello De Felice : Hadrian
- 1961 : Saint-Tropez Blues de Marcel Moussy : Trabu
- 1961 : Le Retour du docteur Mabuse (Im Stahlnetz des Dr. Mabuse) de Harald Reinl : Warden Wolf
- 1961 : Le Cid (El Cid) d'Anthony Mann : Dolfos
- 1961 : Les Mille et Une Nuits (Le Meraviglie di Aladino) de Henry Levin et Mario Bava : Grand Vizir
- 1962 : Héros sans retour (Marcia o crepa) de Frank Wisbar : Brascia
- 1962 : Le Mercenaire (La Congiura dei Dieci) de Baccio Bandini et Étienne Périer : Hugo
- 1963 : Le Jour le plus court de Bruno Corbucci (non crédité)
- 1963 : Shéhérazade de Pierre Gaspard-Huit : Barmak
- 1964 : Alerte à Gibraltar de Pierre Gaspard-Huit : Paoli
- 1964 : La Rancune (The Visit) de Bernhard Wicki : Darvis
- 1965 : Les Mercenaires du Rio Grande (Der Schatz der Azteken) de Robert Siodmak : Benito Juarez
- 1965 : Les Mercenaires du Rio Grande (Die Pyramide des Sonnengottes) de Robert Siodmak - suite du film précédent
- 1965 : L'Extase et l'Agonie (The Agony and the Ecstasy) de Carol Reed : Foreman
- 1966 : Duel au couteau (I coltelli del vendicatore) de Mario Bava : Hagen
- 1967 : L'homme qui a tué Billy le Kid (El hombre que mató a Billy el Niño) de Julio Buchs : Pat Garrett
- 1967 : Le Marin de Gibraltar (The Sailor from Gibraltar) de Tony Richardson : capitaine
- 1969 : Le Rendez-vous (The Appointment) de Sidney Lumet : Renzo
- 1970 : La Faute de l'abbé Mouret de Georges Franju : Jeanbernat
- 1970 : Un homme nommé Sledge (A Man Called Sledge) de Vic Morrow
- 1971 : Mazzabubù... Quante corna stanno quaggiù? de Mariano Laurenti
- 1971 : Les Dynamiteros (The Deserter) de Niksa Fulgosi et Burt Kennedy
- 1971 : Miracle à l'italienne (Per grazia ricevuta) de Nino Manfredi : Primario
- 1972 : Cosa Nostra de Terence Young : Albert Anastasia
- 1972 : Action héroïne / La Filière (Afyon oppio) de Fernandino Baldi : Don Vincenzo Russo
- 1973 : L'Autre Face du parrain de Franco Prosperi : Tony Malonzo
- 1973 : Chino (Valdez, il mezzosangue) de John Sturges et Duilio Coletti : Cruz
- 1973 : La Fureur d'un flic (La mano spietata della legge) de Mario Gariazzo : Nicolo Patrovita
- 1973 : L'Homme aux nerfs d'acier (Dio, sei proprio un padreterno !) de Michele Lupo : Massara
- 1973 : Les Amazones (Le guerriere dal seno nudo) de Terence Young : Général
- 1974 : Quelli che contano d'Andrea Bianchi : Don Ricuzzo Cantimo
- 1974 : Jo le Fou (Crazy Joe) de Carlo Lizzani : Frank
- 1975 : L'altro Dio d'Elio Bartolini : Daniele Corsin
- 1975 : Tireur d'élite (La Polizia interviene: ordine di uccidere) de Giuseppe Rosati : Costello
- 1976 : La peur règne sur la ville (Paura in città) de Giuseppe Rosati : Esposito
- 1976 : L'Exécuteur / Braquage à 20 millions (Gli esecutori) de Maurizio Lucidi et Guglielmo Garroni : Nicoletta
- 1976 : Il colpaccio de Bruno Paolinelli
- 1976 : Oh, Serafina ! d'Alberto Lattuada : Carlo Vigeva
- 1979 : L'Étalon noir (The Black Stallion) de Carroll Ballard

Scénariste
- 1946 : Mio figlio professore de Renato Castellani (coscénariste)
- 1948 : Sous le soleil de Rome (Sotto il sole di Roma) de Renato Castellani
- 1949 : La Fille des marais (Cielo sulla palude) d'Augusto Genina
- 1950 : Femmes sans nom (Donne senza nome) de Géza von Radványi
- 1952 : La Tanière des brigands (Il Brigante di Tacca del Lupo) de Pietro Germi
- 1952 : Les Fiancés de Rome (Le Ragazze di piazza di Spagna) de Luciano Emmer
- 1953 : Marco la Bagarre (Musoduro) de Giuseppe Bennati
- 1959 : L'amico del giaguaro de Giuseppe Bennati (histoire)
- 1959 : Un homme facile (Un uomo facile) de Paolo Heusch
- 1960 : Les Amants de la Terre de feu (Questo amore ai confini del mondo) de Giuseppe Maria Scotese
- 1966 : Testa di rapa de Giancarlo Zagni
- 1971 : Trastevere de Fausto Tozzi

Réalisateur
- 1971 : Trastevere

### Télévision
- 1966 : Les Espions (I Spy), série télévisée
  - épisode : Vendetta : Ascanio
- 1968 : L'Odyssée (Odissea), série télévisée
  - épisodes : 2 et 3 : Menelao
- 1969 : Il triangolo rosso, série télévisée
  - épisode : La tromba d'oro
- 1972 : All'ultimo minuto, série télévisée
  - épisode Il rapido delle 13.30
- 1976 : Les Origines de la mafia, mini série
  - épisode : Gli sciacalli : Nicu Borello